# Havatum Em
Havatum Em är ett studioalbum av den armeniska sångaren Sirusho. Det gavs ut den 22 maj 2010 och innehåller 14 låtar.

## Låtlista
| Nr  | Titel                     | Längd |
| --- | ------------------------- | ----- |
| 1.  | Havatum em                | 3:57  |
| 2.  | Erotas                    | 3:49  |
| 3.  | 1,2,3                     | 4:10  |
| 4.  | Inside                    | 3:15  |
| 5.  | Shat Lav, Vochinch        | 3:17  |
| 6.  | Korcrac Meghedi           | 5:11  |
| 7.  | Strong                    | 3:09  |
| 8.  | Can't Control             | 3:07  |
| 9.  | Breathe                   | 3:07  |
| 10. | Time to Pray              | 3:53  |
| 11. | One and Only              | 3:20  |
| 12. | Yes Qo Yerazn Em          | 3:36  |
| 13. | Qélé, Qélé (Remix)        | 3:34  |
| 14. | Havatum em (Instrumental) | 3:54  |